# Великдень у Греції
Вели́кдень у Гре́ції (грец. Πάσχα στην Ελλάδα, трансліт. Páskha stin Elláda) — державне свято Грецької Республіки, яке офіційно відзначається за новоюліанським календарем. У Греції, як і в усьому православному світі, Великдень — свято свят, що сповіщає перемогу життя над смертю і таїнство вічного життя. Святкують його всецерковно і всенародно, це улюблене релігійне та сімейне свято, адже понад 90% населення країни — православні християни. Тому свято Великодня — загальне. Святкування Великодня триває 40 днів до Вознесіння. Згідно з чинною Конституцією православ'я є державною релігією, а церква не відокремлена від держави.
Відмінна риса грецького Великодня — гучні всенародні гуляння, адже Вселенський патріархат Константинополя та Церква Греції робить акцент не на стражданнях Христових, а на радості Його воскресіння. Весь цей час віруючі вітають один одного словами «Христос воскрес!», а храми залишаються прикрашеними квітами і червоними крашанками.

## Традиції Страсного тижня

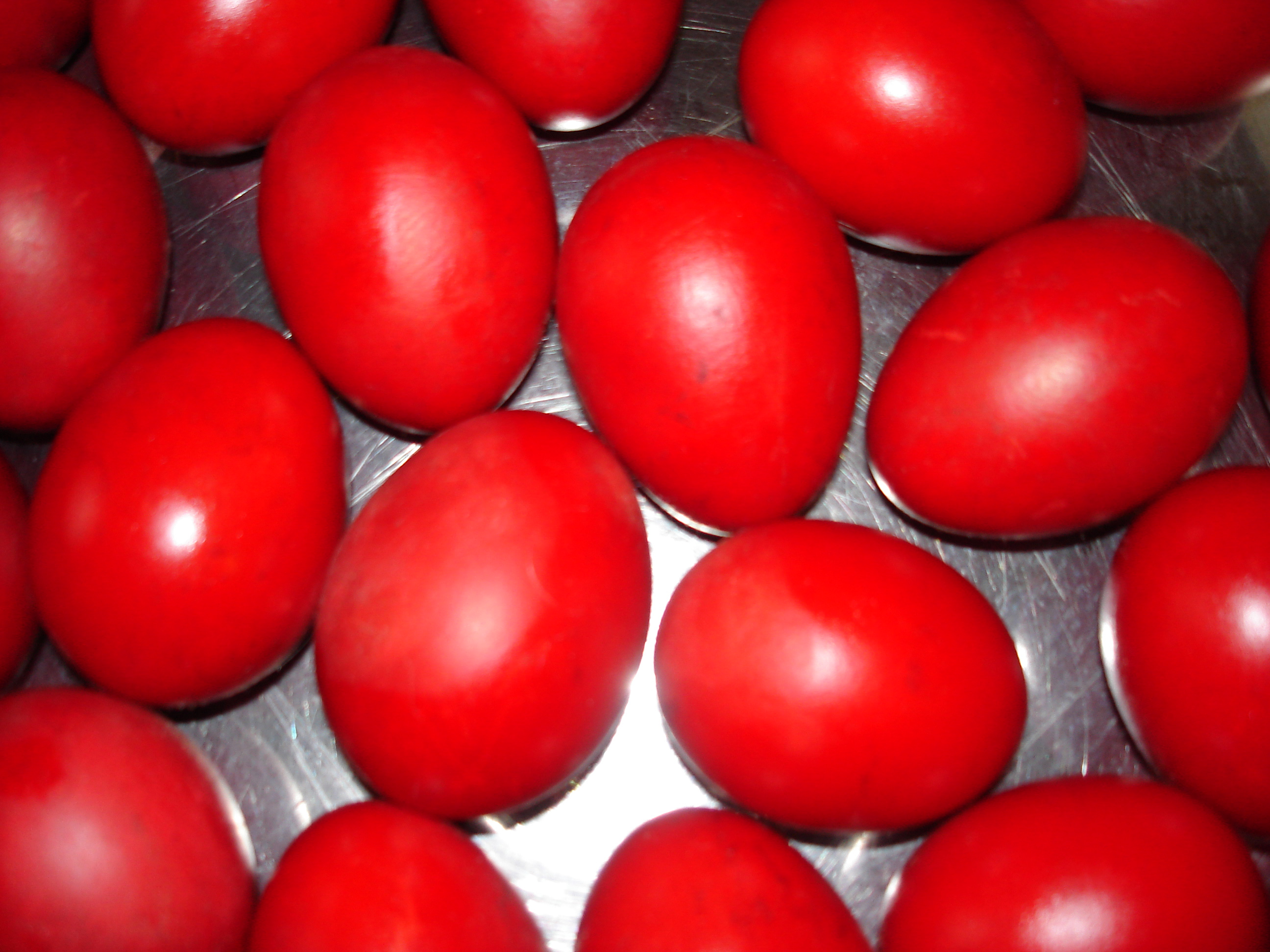
Традиційно крашанки у Греції фарбують у яскраво-червоний колір…

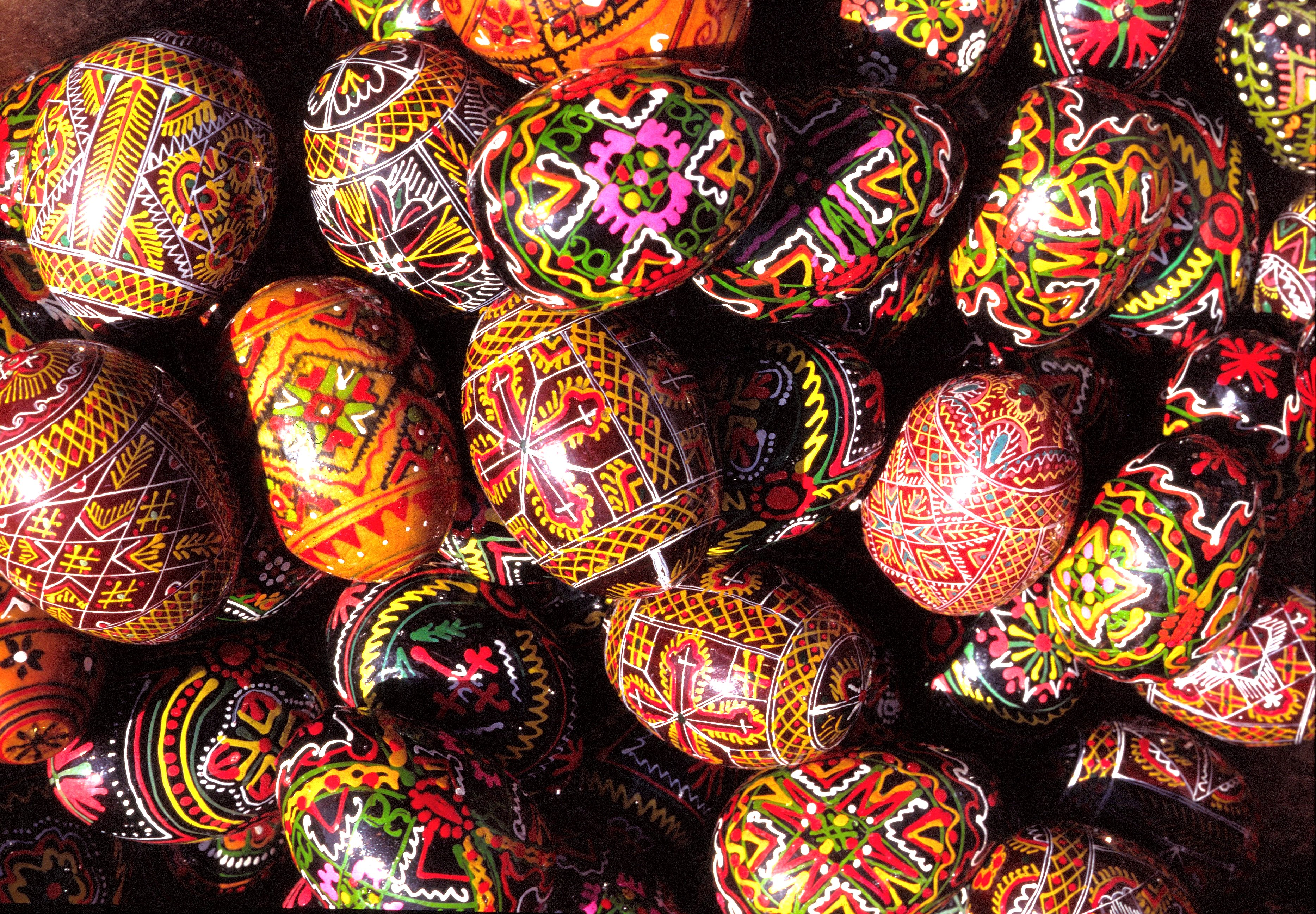
…проте популярні й писанки

Страсному тижню в Греції передує Пальмова неділя (в Україні — Вербна неділя). У цей день прочанам у храмах роздають пальмові та миртові хрести, які зберігаються впродовж наступного року.
Впродовж Страсного тижня («Мегалі Евдомада») греки обов'язково весь тиждень ходять до церкви. Всі храми в країні в ці дні переповнені. Усі дні тижня називають Великими: Мегалі Девтера, Мегалі Тріті, Мегалі Тетарті, Мегалі Пемпті, Мегалі Параскєві, Мегало Саввато — Великий Понеділок, Великий Вівторок…, …Велика субота. Перші три дні Страсної седмиці здійснюється літургія Передосвячених Дарів, у Великий четвер і Велику суботу — літургія Василя Великого, у Велику п'ятницю літургія не здійснюється.
Впродовж Страсного тижня кожна господиня починає приготування до святого свята в своєму будинку. У ці дні прибирають і прикрашають оселю. Суворою умовою залишається дотримання пісного раціону, тому під час Великого посту греки печуть лагана — прісний хліб, а у Великий вівторок печуть солодке печиво — кулуракі. У Велику середу в церкві благословляють яйця, які будуть фарбуватимуть і закваску для випічки цурекі — великодні «плетені» булочки, у формі кола або хреста, по кінцях якого кладуть червоні яйця, а в середину біле. Їдять цурекі у Неділю. У селах шкаралупа не викидається, її закопують у землю виноградника або полів, для збереження їх родючості. Ріжуть молодого барана або козеня для Великої Неділі.. У Великий Четвер фарбують яйця, переважно в червоний колір, печуть великодні пироги. У Велику Суботу прийнято готувати традиційний суп магіріца. Традиційно, весь тиждень греки роблять покупки і подарунки хрещеним та родичам.

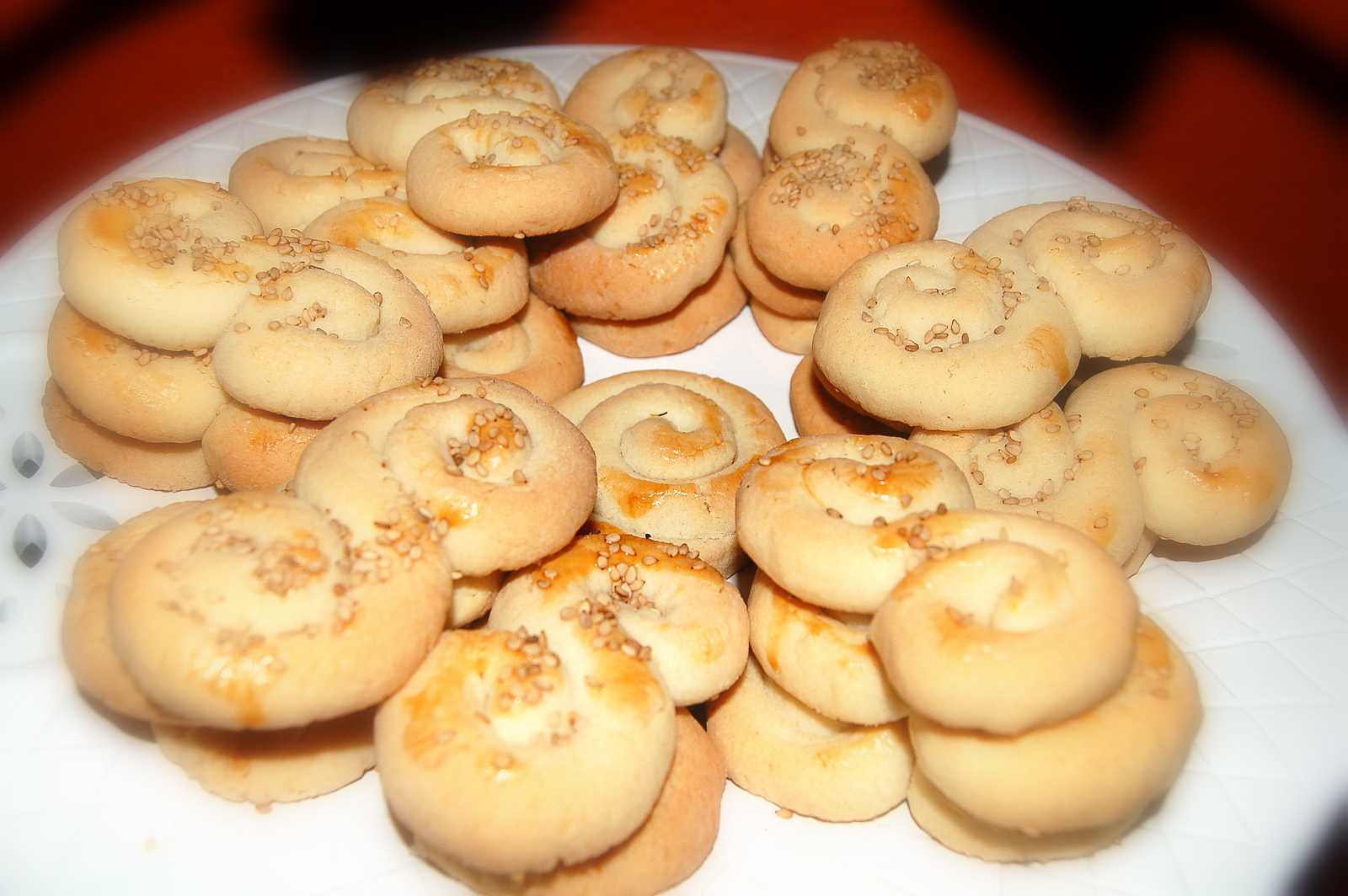
Печиво кулуракі
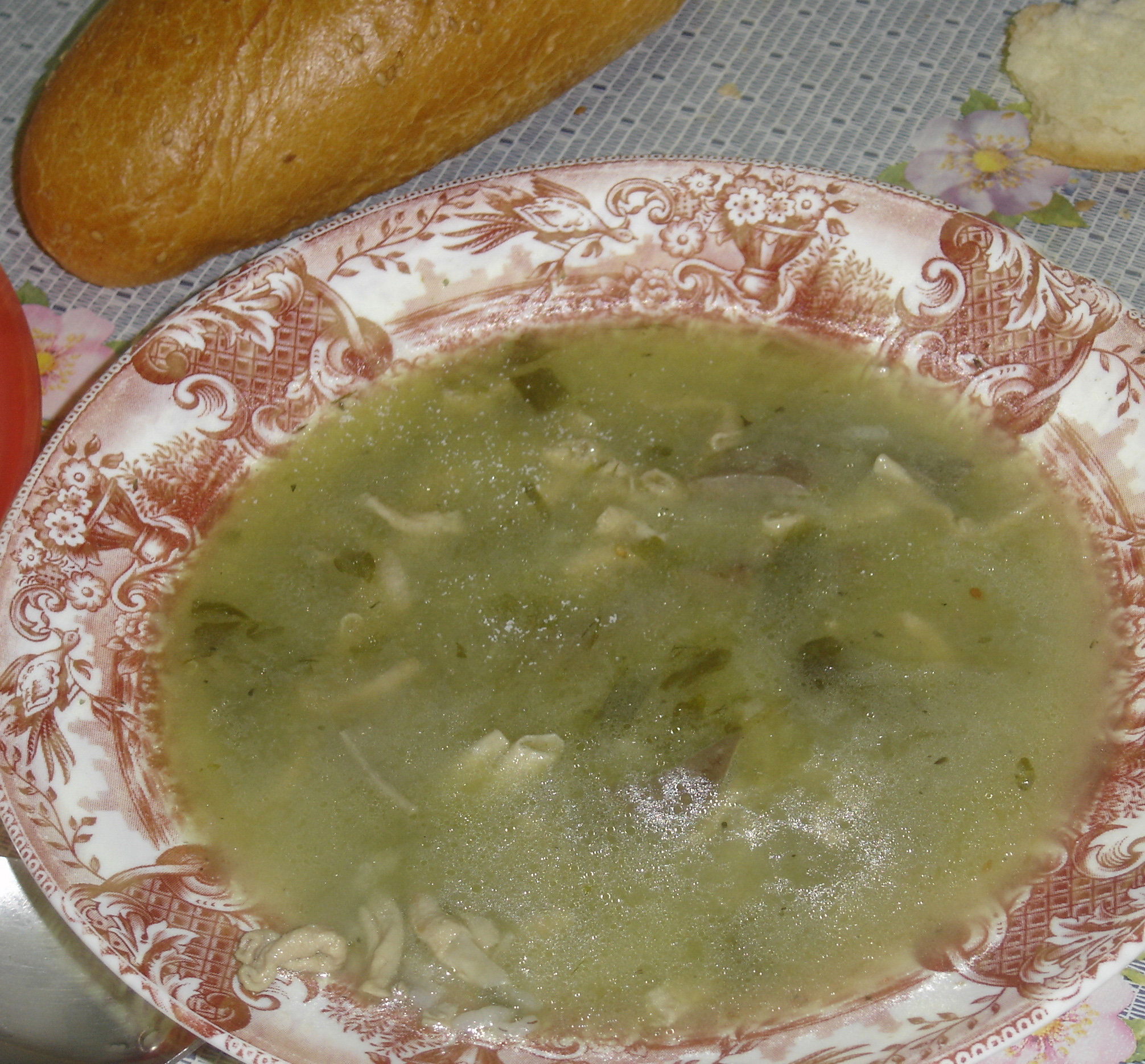
Суп магіріца
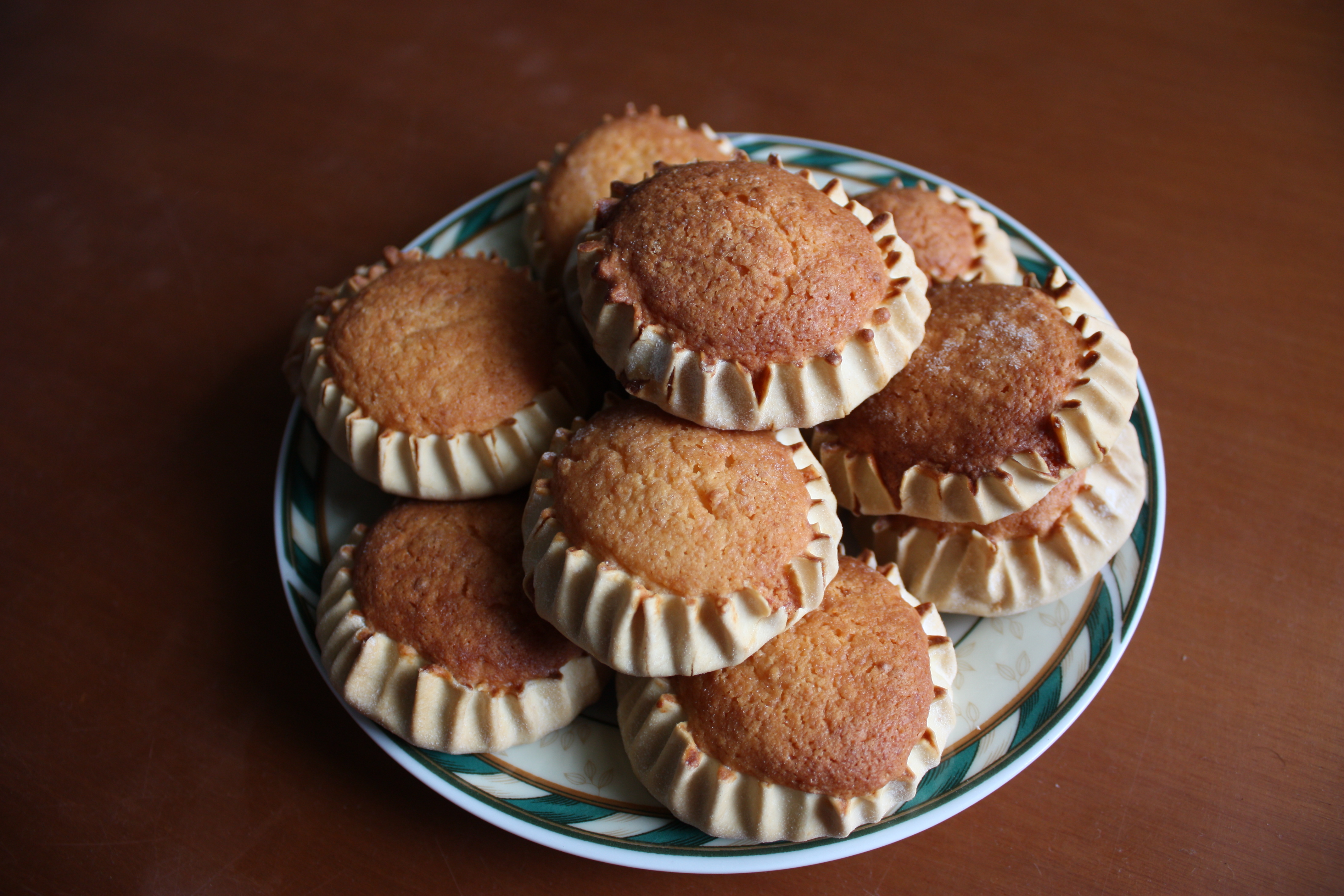
Мелітінія, Санторіні

За два дні до Великодня життя в містах завмирає: закриті всі держустанови, приспущені Державні прапори. У Велику П'ятницю по вулицях міст здійснюється Хресна хода із прикрашеною пелюстками троянд Плащаницею. У цей день гріхом вважається працювати із молотком і цвяхами — на згадку про прикутого до хреста Ісус Спасителя. На трапезі їдять тільки суп з кунжутом і сочевицю з оцтом.

## Велика субота та Великдень

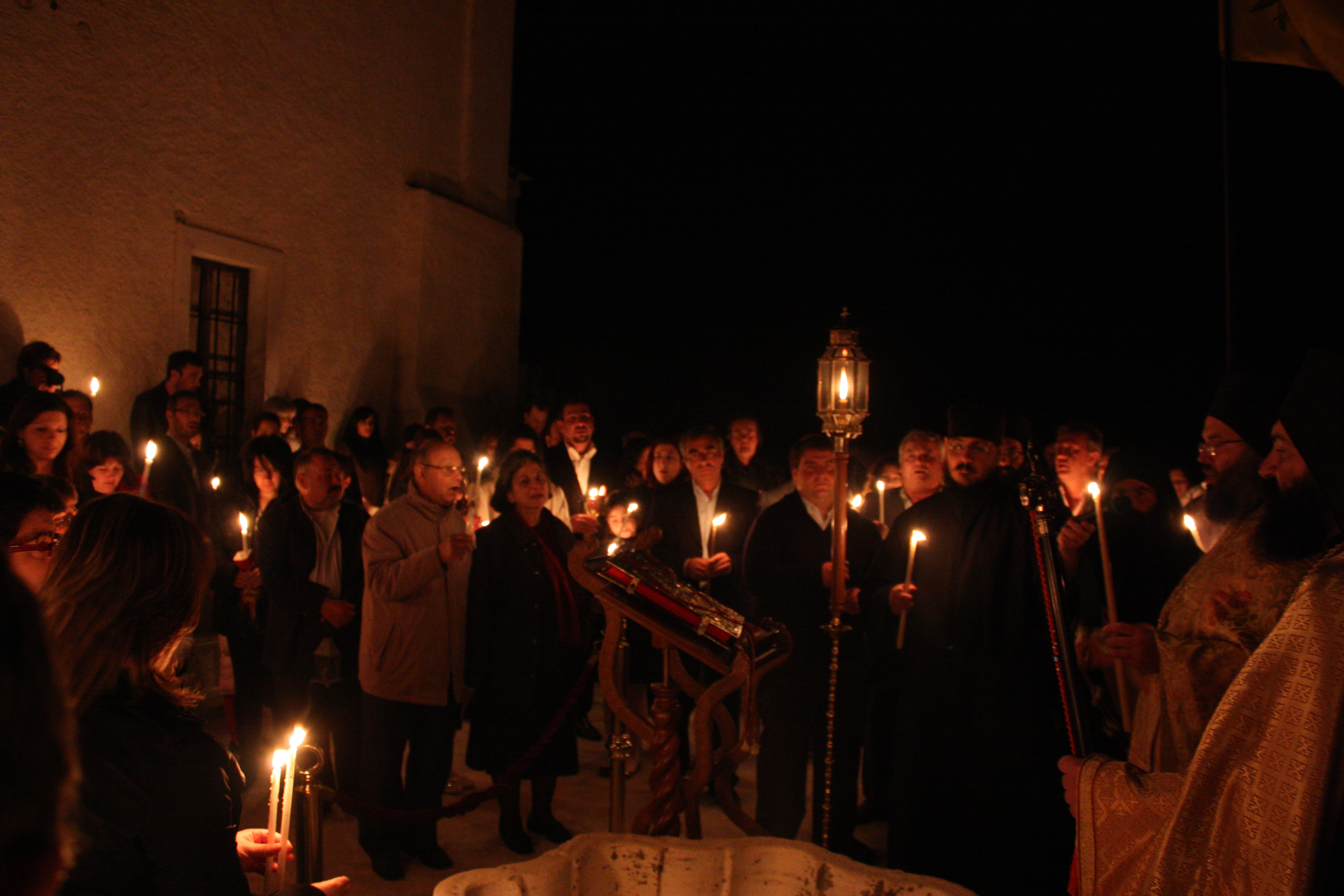
Урочисті духовні піснеспіви, острів Санторіні

Спеціальним авіарейсом у Велику Суботу доставляють з Храму Гробу Господнього в Єрусалимі Благодатний вогонь, який урочисто зустрічають із почесною вартою і провозять вулицями столиці Греції міст Афіни до Кафедрального собору Благовіщення Пресвятої Богородиці, звідки його розвозять в ліхтариках по всій країні, аж до самих віддалених грецьких островів. Увечері Великої Суботи відбувається урочиста Великодня служба, під час якої в повній темряві всі запалюють свої свічки від єдиної палаючої свічки і розносять вогонь по всьому храму.
Хресна хода в Греції не схожа із процесіями інших православних церков. Всі йдуть не довкола храму, а зі співом і палаючими свічками прямують міськими вулицями на центральну площу міста, де перед багатотисячним зібранням городян відбувається символічне спалення Юди. Після цього свято набирає чинності, лунає незліченна кількість хлопавок.
Рівно опівночі, після урочистого читання Євангелія, коли священики виголошують: «Христос Анесті!» — «Христос Воскрес!» і дружний хор голосів відповідає «Алітос анесті» («Воїстину воскрес!»), починається грандіозний феєрверк. У ці хвилини вся Греція оголошується радісними криками й загальним триумфом, супроводжуваним передзвоном церковних дзвонів. Всі дають один одному поцілунок любові. Якщо до Пасхи вітали один одного словами: «Кало Пасха» («Доброго Великодня»), то з понеділка кажуть «Хронья пола» («Многая літа»).
На ранок усі встають рано, а господині на вуглях готують баранця і кокореці. Всі від старших до малюків беруть участь у їх приготуванні — крутять рожен. Всюди звучить музика, танцюють, пригощають перехожих. В Салоніках накривають муніципальні святкові столи: м'ясо, пасхальні яйця, вино і солодкий чурек до послуг місцевих мешканців і туристів.

## Екзотичні традиції

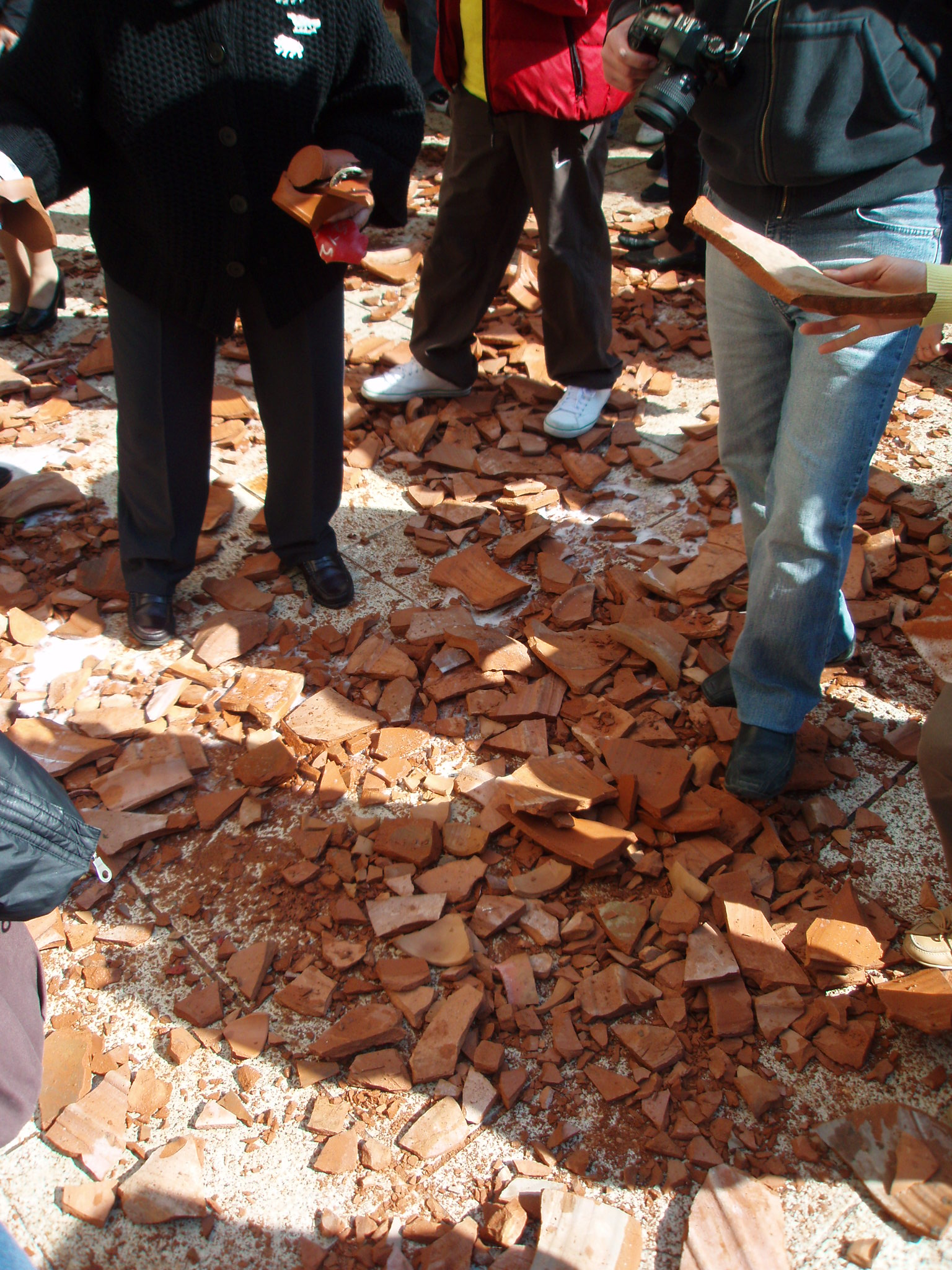
Розбиті «великодні» глечики, острів Керкіра

Яскраво святкується Великдень на острові Керкіра в Іонічному морі. Напередодні Великодніх свят виготовляють сотні великих і маленьких глиняних горщиків, які належить розбити в ознаменування перемоги добра над злом у Великдень. Горщики, розцяцьковані добрими побажаннями, скидають з верхніх поверхів будинків просто на вулицю з вікон у присутності тисяч цікавих. Кожен перехожий має взяти на щастя черепок від розбитого горщика. У Лазареву суботу діти ходять від будинку до будинку з піснями про Воскресіння Лазаря, збираючи подарунки, солодощі та дрібні монетки. У Страсну п'ятницю у другій половині дня з дверей усіх храмів виходять барвисті процесії «епітафіос». Вони зливаються в один потужний людський потік, який до самої ночі тече по міських вулицях. Очолює кожну процесію оркестр чи хор, який виконуює духовні твори.
Мешканці села Вронтаді на острові Хіос в Егейському морі влаштовують феєрверк-„перестрілку“ між двома церквами, розташованими одна навпроти іншої на схилах долини. Біля кожної церкви встановлюється горизонтально великий лист черепиці, на який викладають петарди. У визначений момент петарди злітають назустріч і стикаються в нічному небі.

## Зауваження
1. ↑  Згідно з новоюліанським календарем, дата Великодня обчислюється як у юліанському календарі.